# هینو، توکیو

نقشهٔ هینو واقع در ناحیهٔ تامای توکیو

هینُو (به ژاپنی: 日野市 Hino shi) نام شهری است در محدودهٔ کلان‌شهر توکیو پایتخت ژاپن که در منطقه تاما قرار دارد. مساحت آن ۲۷٬۵۳ کیلومتر مربع است.